# Antoine Vermeil
Antoine Vermeil, né le 19 mars 1799 à Nîmes et mort le 18 octobre 1864 à Paris, est un pasteur protestant français, qui s'est distingué par son charisme au sein du protestantisme français du XIXe siècle. Il est le cofondateur de la communauté des Diaconesses de Reuilly.

## Biographie

### Jeunesse
Antoine Vermeil est né à Nîmes le 19 mars 1799,, où son père Antoine Vermeil est tailleur et commerçant. Sa mère, née Catherine Rocheblave, a été membre fervente d'un cercle quaker. Les deux époux sont protestants et ont fait leur confirmation au Désert, à l'époque où le protestantisme était encore illégal. Leurs deux enfants, Antoine et Jules, seront pasteurs. 
Animé par une vocation pastorale précoce, Antoine Vermeil part étudier à la théologie protestante à Genève où il reste de 1816 à 1823. Ce sont les années pendant lesquelles se développe le Réveil genevois, qui influence fortement le jeune étudiant. Sa thèse de fin d'étude a pour thème « le prosélytisme religieux », ce qui témoigne de son souci d'évangélisation. En avril 1823, il prononce un sermon resté célèbre sur « l'amour des ennemis », qui provoque la réconciliation entre plusieurs familles genevoises. La citoyenneté genevoise lui est alors accordée. 
En 1823-1824, il part desservir la paroisse protestante française de Hambourg. De là il est appelé à desservir la paroisse protestante de Bordeaux. En 1826, il épouse Louise Paschoud, fille d'un important libraire et éditeur genevois. 

### Pastorat à Bordeaux
Homme du Réveil plein de convictions et d'énergie, mais aussi homme de paix veillant à l'unité de l’Église, Antoine Vermeil conduit à Bordeaux, de 1824 à 1840, un fort développement de l’Église protestante. Il institue notamment : 
- en 1829, un « bureau de charité protestante »
- en 1829 également, une « société de bienfaisance » comportant 36 dames protestantes répartie dans les différents quartiers de la ville, société destinée à soutenir le « bureau de charité »,
- en 1830, une « école du dimanche »,
- en 1832, une école primaire protestante, l'école des Chartrons,
- en 1832 encore, une salle d'asile,
- en 1835 un deuxième temple bordelais, le temple des Chartrons,
- en 1826 le cimetière protestant de Bordeaux

Son activité s'étend au-delà du souci de sa paroisse : 
- en 1829, il crée une « société de prévoyance et de secours pour les veuves et les orphelins de pasteurs » ;
- en 1834, avec deux autres pasteurs, il crée la « société chrétienne protestante de France », une œuvre destinée à assister et à regrouper les protestants disséminés et à développer l'évangélisation ; treize ans plus tard, elle se transformera en « Société centrale d'évangélisation » dont l'influence sera nationale;
- préoccupé par la formation des pasteurs, il siège au « jury des candidatures aux chaires » (aujourd'hui : la commission des ministères) de la faculté de théologie de Montauban;
- il s'attelle en outre à la révision du Psautier (de 1833 à 1836);
- enfin, bien qu'il n'ait encore que 35 ans, il est appelé par le ministre François Guizot à faire partie de la « commission d'étude » chargée d'organiser et de défendre les intérêts protestants.

### Pastorat à Paris
Vermeil quitte Bordeaux le 17 mai 1840, pour prendre un poste dans l’Église réformée à Paris, où il est installé comme pasteur le 31 mai 1840. Il démissionne de ce poste en 1850, mais y est réélu en 1855, restant en poste jusqu'à sa mort, suggérée par Douen de dater de l'an 1865 et non pas 1864. Il prêche au temple protestant de l'Oratoire du Louvre.

### Fondation de la communauté des diaconesses
Dès son arrivée à Paris en mai 1840, Antoine Vermeil s'attache à ce qu'il appelle « la restauration des ordres religieux de femmes » dans le protestantisme ; il s'agit pour lui d'un élément vital qui manquait au rayonnement du protestantisme. Il fut mis en rapport avec le comité Saint-Lazare, qui regroupait plusieurs dames de la haute société protestante et qui se préoccupait du relèvement moral, spirituel et matériel des détenues à la prison Saint-Lazare. Leur projet était notamment de créer un refuge pouvant accueillir ces femmes à leur sortie de prison. Il fallait une personne de qualité et de caractère pour mener une telle entreprise. Le pasteur Vermeil pensa alors à l'institutrice bordelaise Caroline Malvesin, qui dirigeait un pensionnat de jeunes filles à Bordeaux. Elle accepta, après la demande pressante qui lui fut faite par lettre en février 1841, de rejoindre le pasteur Vermeil à Paris afin de l'aider, lui et son épouse, dans l'organisation d'œuvres charitables et dans la mise en place d'un ordre religieux féminin protestant. Plusieurs œuvres sociales furent organisées par cet ordre des diaconesses : infirmerie pour jeunes tuberculeux, refuge pour prostituées, visites et réinsertion de prisonnières. C'est Caroline Malvesin qui va diriger l'institution au nom d'un conseil d’administration présidé par Antoine Vermeil et où siègent certaines des dames du Comité Saint-Lazare. Antoine Vermeil reste l'aumônier de la communauté. 
En octobre 1845, l’œuvre s'installe dans les locaux du 95, rue de Reuilly qui lui donneront leur nom. Les sœurs sont très sollicitées par les besoins d’assistance, mais les controverses et les critiques sont nombreuses de la part de certains protestants qui voient dans cet ordre religieux protestant un début de retour au catholicisme. Antoine Vermeil défend avec passion cette œuvre qui trouve graduellement sa place dans le monde protestant français. 
Antoine Vermeil meurt le 18 octobre 1864 dans sa maison du 9 de la rue des Quatre-Chemins.

## Famille
Antoine Vermeil épouse le 17 octobre 1826 Louise Paschoud dont il a plusieurs enfants. Après la mort de celle-ci, le 21 juillet 1845, il se remarie avec Emilie von Lengerke le 8 septembre 1852,.